# Irene Michiels van Kessenich-Hoogendam
Irene Petronella Michiels van Kessenich-Hoogendam (Soebandjerigi, 22 januari 1940) is een Nederlandse rechter, advocate en politica voor het Christen-Democratisch Appèl (CDA).

## Levensloop
Irene Michiels van Kessenich-Hoogendam werd geboren als een dochter van een arts. Na het behalen van het gymnasium diploma aan het Groen van Prinsterer Lyceum te Vlaardingen studeerde ze Nederlands recht aan de Universiteit Utrecht. Ze begon haar carrière als wetenschappelijk assistente bij dezelfde universiteit. Daarna was ze advocate te Amsterdam. Van 1 april 1968 tot 1 oktober 1971 was ze werkzaam als docent burgerlijk recht aan de Universiteit Leiden. Van 1 juli 1972 tot 1 augustus 1973 functioneerde Michiels van Kessenich-Hoogendam als deeltijdrechter bij het arrondissementsrechtbank te Rotterdam en van 1 juli 1973 tot 1 oktober 1974 was ze rechter bij het arrondissementsrechtbank te Den Haag. Van 23 juni 1987 tot 8 juni 1999 was ze lid van de Eerste Kamer der Staten-Generaal. Laatstelijk was ze raadsheer en coördinerend vicepresident in het Gerechtshof te Den Haag.

## Persoonlijk
Irene Michiels van Kessenich-Hoogendam was getrouwd met jonkheer Wite Michiels van Kessenich en samen hebben ze drie kinderen.

## Ridderorde
- Ridder in de Orde van Oranje-Nassau, 1 juni 1999

- Parlement.com: vg09llot2nyv